# Щербакова (заимка)
Щербако́ва — заимка в Заларинском районе Иркутской области России. Входит в состав Троицкого муниципального образования.

## География
Заимка находится на расстоянии примерно в 34 км к юго-западу от рабочего посёлка Залари, административного центра района.

## Население
| 2002 | 2010 | 2011 | 2012 |
| ---- | ---- | ---- | ---- |
| 214  | ↘181 | →181 | ↘175 |

### Гендерный состав
По данным Всероссийской переписи, в 2010 году на заимке проживал 181 человек (92 мужчины и 89 женщин).